# شیرهاین
شیرهاین (به فرانسوی: Schirrhein) یک کمون در فرانسه با جمعیت ۲٬۱۵۶ نفر است که در Canton of Bischwiller واقع شده‌است.